# Hofanlage Eckfleth 3
Die Hofanlage Eckfleth 3 in Elsfleth-Eckfleth stammt aus dem 18. und 19. Jahrhundert.

Aktuell (2023) wird sie als Wohnhaus genutzt.
Die Gebäude stehen unter Denkmalschutz (siehe auch Liste der Baudenkmale in Elsfleth).

## Geschichte
Die Hofanlage auf einer Wurt und auf einem sehr tiefen Grundstück war eine ehemalige Kötnerstelle und besteht aus
- dem eingeschossigen giebelständigen Wohn- und Wirtschaftsgebäude aus dem späten 18. Jahrhundert als Zweiständer-Hallenhaus in Fachwerk, teils mit Steinausfachungen, mit reetgedecktem, auf profilierten Knaggen vorkragendem Krüppelwalmdach und Niedersachsengiebeln sowie der Grooten Door mit Korbbogen,[2]
- der eingeschossigen Scheune aus der ersten Hälfte des 19. Jahrhunderts in Fachwerk und Ankerbalkenkonstruktion, überwiegend verbohlt und teils mit Steinausfachungen sowie mit reetgedecktem Walmdach und Niedersachsengiebeln,[3]
- dem eingeschossigen Speicher aus der Mitte des 19. Jahrhunderts in Fachwerk und Ankerbalkenkonstruktion mit Satteldach; das versetzte Gebäude wird heute als Garage genutzt,
- dem eingeschossigen giebelständigen Backhaus aus der Mitte des 19. Jahrhunderts in Fachwerk mit Steinausfachungen und Satteldach; das Haus wurde von einem anderen Standort versetzt[4]
- sowie weiteren nicht denkmalgeschützten Nebenanlagen.

Bereits um 1200 wurde hier ein besiedeltes Grundstück des Landesherrn erwähnt.
Das Landesdenkmalamt befand: „… geschichtliche Bedeutung … als beispielhafte Hofanlage einer Kötnerstelle mit Gebäuden aus dem späten 18. und der 1. Hälfte des 19. Jhs.“